# خانه فیض (عصمت السلطنه)
خانه فیض (عصمت السلطنه) مربوط به دوره قاجار است و در تهران، خیابان امیر کبیر، کوچه شهید جاویدی، کوچه محدث واقع شده و این اثر در تاریخ ۱ اردیبهشت ۱۳۸۸ با شمارهٔ ثبت ۲۶۵۹۵ به‌عنوان یکی از آثار ملی ایران به ثبت رسیده است.
خانه فیض، متعلق به آیت‌الله سید محمد باقر فیض بود. او در سال 1332، درست روزی که محمد رضا پهلوی از ایران فرار کرده روانه بغداد شده بود، از نجف به همراه خانواده‌اش وارد تهران شد. او این خانه را به سال 1343شمسی خریداری کرد و در سال 1349شمسی نیز در همین خانه به دیدار حق شتافت.
جلسات هفتگی او در شب‌های شنبه، محلی برای بیان احکام و ذکر مصیبت امامان شیعه بویژه حضرت امام حسین(ع) بود و افراد زیادی در آن شرکت می کردند. از آن‌جمله: آیت‌الله درّودی، آیت‌الله شیخ بهاءالدین صدوقی، ادیب سمیعی، انجدانی، عماد شیرازی، مبرهن. حاج محمد مرشدی و حاج مهدی آصفی، و در دوره‌ای کوتاه نیز محسن طاهری در آن جلسات، مداحی و ذکر مصیبت می کردند.
این خانه در چند دوره مرمت و بازسازی شد و هر بار علاوه بر استحکام بخشی به بخش تاریخی آن، در سایر قسمت‌ها نیز بناهایی اضافه می‌شد.
وجود یک تالار با نقش و نگارها و نقاشی‌هایی از گل و بته و نقوش اسلیمی، در تمام دیوارها از کف تا سقف و حتی طاقچه‌های بالای دیوار و سقف اتاق، این سرسرا را از خانه‌های مشابه خود در منطقه سرچشمه و بافت قدیمی منطقه، متمایز می‌کرد.
درست در زیر همین تالار و با همان ابعاد، سردابه‌ای بود که ورودی آن از حیاط پشت تالار با بیش از ده پله آجری هر یک به ارتفاع 30 تا 35 سانتی‌متر قرار داشت. پشت چهار پنجره قدی این تالار که به حیاط پشتی و بزرگ خانه باز می‌شده، درگاهی تعبیه شده بود و در زیر این درگاهی‌ها، پنجره‌های سفالین مشکب نیم دایره قرار داشت که نور و هوار را به داخل سردابه هدایت می‌کرد.
از کف تا ارتفاع یک متری دور تا دور داخل سردابه با کاشی‌هایی منقش به گل و مرغ با رنگ قالب فیروزه‌ای و آبی پوشیده شده بود و طاقچه‌های متعددی نیز در اطراف آن وجود داشت. بویژه این طاقچه‌ها در زیر پنجره‌های مشبک، پلکانی بود و محلی برای نگهداری مواد غذایی در هوای خنک بود.
علاوه بر پنجره‌های مشبک، در انتهای این سردابه، دریچه‌ای وجود داشت که به کانالی در زیر ساختمان مرتبط می‌شد و از آنجا به سمت بالا راه می‌یافت و در انتها به بادگیری در پشت بام می‌رسید. وجود همین هواکش طبیعی، باعث می‌شد که این سردابه در تابستان محل استراحت خانواده در ساعات گرم روز شود به طوری که پس از چند ساعت توقف در آن، به هنگام خروج از سردابه، در بدن احساس کرختی می‌شد.
دو حیاط در دو سوی تالار، یکی پوشیده از شمشاد و چند درخت عرعر، انار، کاج و گوجه سبز و انگوری که از دیوار ساختمان مجاور در این حیاط سرک می‌کشید، و دیگری بزرگتر با باغچه‌هایی در چهار سوی حیاط و درختان عرعر، خرمالو، سیب، انگور، کاج، و انواع سبزیجات خوراکی، فضای خانه را دل‌انگیز می‌کرد. دو حوض نیز در هر دو حیاط متناسب با ابعاد حیاط وجود داشت که در هر دو تعدادی ماهی قرمز و سیاه در طول سال وجود داشت.
وجود این فضا در محدوده‌ای دور از خیابان، خانه را از گزند آسیب‌های ناشی از لرزه‌های حرکت اتومبیل‌ها و سروصدا دور نگه‌می‌داشت. از این‌رو توجه بخش‌های هنری سینما و تلویزیون را به خود جلب کرد و بارها از فضای تالار برای تهیه فیلم استفاده شد.از جمله علی حاتمی بخشی از فیلم دلشدگان را در سال ۱۳۷۰ در این خانه فیلم‌برداری کرد.